# حارة العراسي (صنعاء)

تعديل مصدري - تعديل

العراسي هي إحدى حارات حي القابل بمدينة الروضة شمال العاصمة اليمنية "صنعاء"، بلغ تعداد سكانها 583 نسمة حسب تعداد اليمن لعام 2004.